# Muzeum Historii Miasta Przemyśla
Muzeum Historii Miasta Przemyśla – placówka muzealna w Przemyślu, oddział Muzeum Narodowego Ziemi Przemyskiej. Muzeum, mieszczące się w dwóch zabytkowych kamienicach, otwarto w 2005 roku.

## Siedziba
Muzeum mieści się w kamienicy Brzykowskiej (Rynek 9) i w połączonej z nią kamienicą przy ulicy Serbańskiej 7. Pierwszymi właścicielami kamienicy przyrynkowej byli Mikołaj i Anna Karwatowie. Kamienica mieszczańska, którą prawdopodobnie wybudowali, należała do nich na początku XVI stulecia. Na przełomie XVI i XVII wieku dom nazwano kamienicą Brzykowską, od nazwiska rodziny przemyskich mieszczan Brzyków, którzy byli wtedy jej właścicielami. Jan Brzyk, kupiec bławatny, rozbudował kamienicę, nadając jej renesansowego charakteru, z podcieniami i attyką. Później kamienica zaczęła podupadać, kilkakrotnie zmieniała właścicieli. Na początku XX wieku Tadeusz Bystrzycki przeprowadził remont kamienicy i połączył ją z nowo wybudowanym domem na sąsiedniej posesji przy ulicy Serbańskiej. Po II wojnie światowej, z powodu przedwojennych obciążeń podatkowych, kamienice przejął skarb państwa, od 1991 roku są własnością przemyskiego muzeum. Po ich odrestaurowaniu, 23 maja 2005 roku otwarto tu Muzeum Historii Miasta Przemyśla.

## Ekspozycja stała
W salach wystawowych w kamienicy Brzykowskiej zgromadzono ponad dwa tysiące eksponatów związanych z historią miasta. Na parterze, w reprezentacyjnej „Wielkiej Izbie”, zobaczyć można m.in. zrekonstruowany barokowy piec i pozostałości szesnastowiecznych polichromii. Na pierwszym piętrze urządzono ekspozycję wnętrz mieszczańskich (kuchnię, jadalnię, sypialnię, salon biedermeierowski i gabinet pana domu) z przełomu XIX i XX wieku. Obok odtworzono zakład fotograficzny z czasów Bernarda Hennera. Piętro wyżej znajduje się wystawa poświęcona twórczości artystycznej Mariana Strońskiego.